# Germarostes reticularis
Germarostes reticularis là một loài bọ cánh cứng trong họ Hybosoridae. Loài này được Bates miêu tả khoa học năm 1887.